# Tumen (folyó)
A Tumen egy folyó Ázsiában, Észak-Korea határfolyója, ami a Pektu (Baekdu)-hegynél ered és a Japán-tengerbe ömlik. Hosszúsága 521 km, Kínát, Észak-Koreát és Oroszországot érinti.
A Tumen folyót, mint határfolyót erősen őrzi az észak-koreai fél, különösen az oroszokkal közös határon.

## Folyása

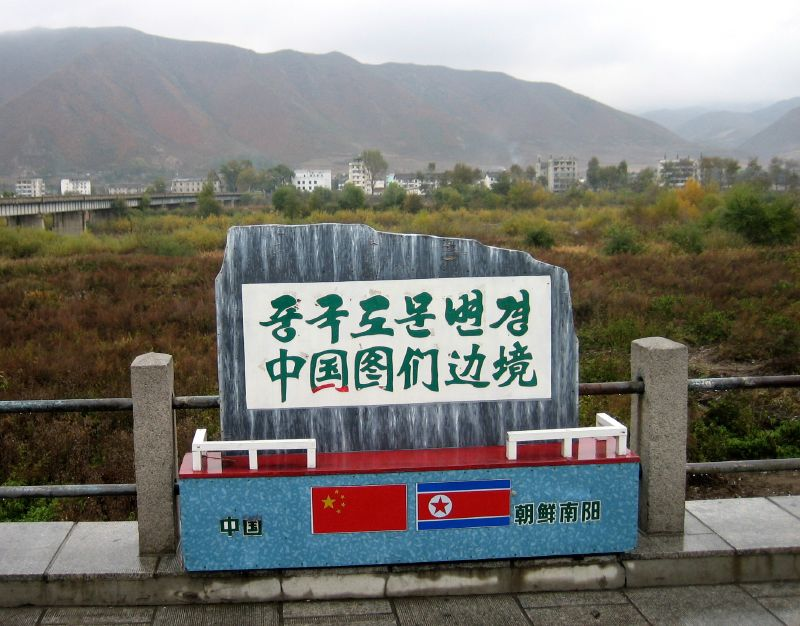
A Kína és Észak-Korea határa Csilinnél

A folyó a Pektu (Baekdu)-hegynél ered, mint az Amnok folyó, ami szintén Észak-Korea egyik határfolyója. A folyó a kínai Csilin (Jilin) tartomány déli végénél és az észak-koreai Rjanggang (Ryanggang) és Észak-Hamjong (Hamgyeong) tartomány északi határánál folyik, majd 17 km-en át Oroszország és Észak-Korea határfolyója. A Japán-tengerbe (más néven: Keleti-tenger) ömlik. Hosszúsága 521 km, vízgyűjtő területe 10 513 km².

## Illegális átkelések
Az észak-koreai nagy éhínség során sokan menekültek a folyón át Kínába, voltak olyan helyek, ahol szárazon is át lehetett gyalogolni. Voltak olyan esetek is, mikor határőrök is elmenekültek. A disszidensek gyakran évekig készülődnek a tökéletes alkalomra várva, mivel számolni kell az időjárással, határőrséggel, az élelemmel.

## Fordítás
Ez a szócikk részben vagy egészben  a   Tumen River című angol Wikipédia-szócikk ezen változatának fordításán alapul.  Az eredeti cikk szerkesztőit annak laptörténete sorolja fel. Ez a jelzés csupán a megfogalmazás eredetét és a szerzői jogokat jelzi, nem szolgál a cikkben szereplő információk forrásmegjelöléseként.